# Svenson & Gielen
Svenson & Gielen, conosciuti anche come gli Airscape, furono un gruppo musicale composto da Sven Maes e Johan Gielen, si sono sciolti nel 2003.
L'ultimo brano del gruppo "Sosei" è stato pubblicato nel 2004.

## Discografia

### Airscape
- 1997 "Pacific Melody", con Peter Ramson
- 1998 "Amazon Chant", con Peter Ramson
- 1999 "L'Esperanza"
- 2004 "Sosei"

### Svenson & Gielen
- 2000 "The Beauty of Silence", con Christel Ferket
- 2001 "Twisted", con Paul Mendez
- 2002 "Answer the Question"
- 2002 "We Know What You Did..."
- 2003 "Beachbreeze (Remember the Summer)", con Jan Johnston

### DJ Don & Svenson
- 1997 "My Beat Shoot Back"
- 1997 "Back Once Again"
- 1998 "My Beat Shoot Back '98"
- 1999 "Acceleration"
- 2002 "My Beat Shoot Back 2002"

### Body Heat/T-Phobia
- 1994 "Waves of Life"
- 1996 "Gonna Make U Feel"
- 1997 "T-Fobia", con Petra Spiegl and Peter Ramson[3]
- 2001 "The Future of House 2001"

### Bocaccio Life
- 1997 "The Secret Wish"
- 1998 "Time (There's No Way)"
- 1998 "Angels", con Petra Spiegl

### Altri dischi
- 1998 "Guilty?"
- 1998 "The Night Jam"
- 1998 "Open Your Heart"
- 1999 "Moments in Love"
- 1999 "Mystic Paradise"
- 1999 "Planet Rio"
- 1999 "Summer Power"
- 1999 "In Love with an Angel"
- 1999 "Fresy (All Night Long)"
- 1999 "Destination Sunshine"
- 2000 "The Beginning"
- 2000 "Living on my Own"
- 2001 "Lost in a Dream"

### Produzioni con altri artisti
- 1997 Shaydie - "Always Forever"
- 1998 Lava Rouge - "Do You Want Me"
- 1998 Da Phat Smokers - "The Light"
- 1999 Des Mitchell - "(Welcome) To The Dance"
- 2000 Alice Deejay - "The Lonely One"
- 2004 Cyber X feat. Jody Watley - "Waves of Love"